# Тард (Крёз)
Тард (фр. Tardes, окс. Tardas) — коммуна во Франции, находится в регионе Лимузен. Департамент коммуны — Крёз. Входит в состав кантона Шамбон-сюр-Вуэз. Округ коммуны — Обюссон.
Код INSEE коммуны — 23251.

## Население
Население коммуны на 2010 год составляло 145 человек.
| 1962 | 1968 | 1975 | 1982 | 1990 | 1999 | 2010 |
| ---- | ---- | ---- | ---- | ---- | ---- | ---- |
| 297  | 255  | 216  | 149  | 154  | 127  | 145  |

## Экономика
В 2010 году среди 67 человек трудоспособного возраста (15—64 лет) 49 были экономически активными, 18 — неактивными (показатель активности — 73,1 %, в 1999 году было 65,3 %). Из 49 активных жителей работали 46 человек (25 мужчин и 21 женщина), безработных было 3 (2 мужчин и 1 женщина). Среди 18 неактивных 5 человек были учениками или студентами, 3 — пенсионерами, 10 были неактивными по другим причинам.